# غاري هوكينغ
غاري هوكينغ (بالإنجليزية: Gary Hocking) مواليد 30 سبتمبر 1937 في كارليون، ويلز - الوفاة 21 ديسمبر 1962 في ديربان، كان متسابق دراجات نارية ويلزي فاز ببطولة سباق الجائزة الكبرى للدراجات النارية. نافس في سباقات بطولة العالم لفئة 500 سي سي ولفئة 350 سي سي ولفئة 250 سي سي ولفئة 125 سي سي ولفئة 50 سي سي. كما شارك في كأس جزيرة مان السياحية. توفي إثر حادث تعرض له أثناء السباق.

## البطولات
- سباق الجائزة الكبرى للدراجات النارية 1961

## روابط خارجية
- غاري هوكينغ على موقع MotoGP.com (الإنجليزية)